# Eiskunstlauf-Europameisterschaften 1948
Die 40. Eiskunstlauf-Europameisterschaften fanden 1948 in Prag statt.
Es waren die letzten Europameisterschaften, bei denen Nichteuropäer zugelassen waren. Der US-Amerikaner Richard Button und die Kanadierin Barbara Ann Scott bleiben somit die einzigen außereuropäischen Europameister in der Geschichte. Den besten europäischen Einzelläufern, der Österreicherin Eva Pawlik und dem Schweizer Hans Gerschwiler, wurden die kontinentalen Titel vorenthalten. Das war das auslösende Moment für die ISU, die Teilnahme an Europameisterschaften, wie auch in anderen Sportarten üblich, ab 1949 ausschließlich Läuferinnen und Läufern aus Europa zuzugestehen.

## Ergebnisse

### Herren
| Platz | Sportler          | Land               |
| ----- | ----------------- | ------------------ |
| 1     | Richard Button    | Vereinigte Staaten |
| 2     | Hans Gerschwiler  | Schweiz            |
| 3     | Edi Rada          | Österreich         |
| 4     | Ede Király        | Ungarn             |
| 5     | John Lettengarver | Vereinigte Staaten |
| 6     | Zdeněk Fikar      | Tschechoslowakei   |
| 7     | Helmut Seibt      | Österreich         |
| 8     | Vladislav Čáp     | Tschechoslowakei   |
| 9     | Josef Dědič       | Tschechoslowakei   |

### Damen
| Platz | Sportlerin            | Land                   |
| ----- | --------------------- | ---------------------- |
| 1     | Barbara Ann Scott     | Kanada                 |
| 2     | Eva Pawlik            | Österreich             |
| 3     | Alena Vrzáňová        | Tschechoslowakei       |
| 4     | Jiřina Nekolová       | Tschechoslowakei       |
| 5     | Jeannette Altwegg     | Vereinigtes Königreich |
| 6     | Dagmar Lerchová       | Tschechoslowakei       |
| 7     | Andrea Kékesy         | Ungarn                 |
| 8     | Bridget Shirley Adams | Vereinigtes Königreich |
| 9     | Marion Davies         | Vereinigtes Königreich |
| 10    | Barbara Wyatt         | Vereinigtes Königreich |
| 11    | Martha Bachem         | Österreich             |
| 12    | Miloslava Tůmová      | Tschechoslowakei       |
| 13    | Ingeborg Solar        | Österreich             |
| 14    | Éva Lindner           | Ungarn                 |
| 15    | Hildegarde Appeltauer | Österreich             |
| 16    | Marika Saáry          | Ungarn                 |
| 17    | Beryl Bailey          | Vereinigtes Königreich |
| 18    | Roberta Scholdan      | Vereinigte Staaten     |
| 19    | Věra Masaková         | Tschechoslowakei       |

### Paare
| Platz | Sportler                             | Land                   |
| ----- | ------------------------------------ | ---------------------- |
| 1     | Andrea Kékesy / Ede Király           | Ungarn                 |
| 2     | Blažena Knittlová / Karel Vosátka    | Tschechoslowakei       |
| 3     | Herta Ratzenhofer / Emil Ratzenhofer | Österreich             |
| 4     | Joan Thompson / Robert Ogilvie       | Vereinigtes Königreich |
| 5     | Jennifer Nicks / John Nicks          | Vereinigtes Königreich |
| 6     | Marianna Nagy / László Nagy          | Ungarn                 |
| 7     | Györgyi von Botond / Ferenc Kertész  | Ungarn                 |
| 8     | Susi Giebisch / Helmut Seibt         | Österreich             |
| 9     | Dagmar Hrubá / Jiří Očenášek         | Tschechoslowakei       |
| 10    | Elli Staerck / Harry Gareis          | Österreich             |
| 11    | P. Přenosilová / František Landi     | Tschechoslowakei       |